# Avión (Ourense)
Avión ist eine Gemeinde im Nordwesten Spaniens, in der Provinz Ourense, im Zentrum der Autonomen Region Galicien.

## Gemeindegliederung
Die Gemeinde Avión ist in neun Parroquias gegliedert:
| Parroquias | Patrozinium           | Einwohner 2024 | Fläche km² | Dichte Einw./km² | Höhe msnm | Ortskennzahl |
| ---------- | --------------------- | -------------- | ---------- | ---------------- | --------- | ------------ |
| Abelenda   | Santa Mariña          | 473            | 21,37      | 22               | 457       | 32004010000  |
| Amiudal    | Santiago              | 174            | 6,31       | 28               | 460       | 32004020000  |
| Avión      | Santos Xusto e Pastor | 551            | 22,54      | 24               | 417       | 32004030000  |
| Baíste     | Santa María           | 132            | 12,71      | 10               | 634       | 32004040000  |
| Barroso    | Santa Baia            | 126            | 9,93       | 13               | 392       | 32004050000  |
| Córcores   | Santa Mariña          | 18             | 8,42       | 2                | 565       | 32004060000  |
| Cortegazas | Santo Antonio         | 5              | 8,30       | 1                | 744       | 32004070000  |
| Couso      | Santa María           | 55             | 16,10      | 3                | 504       | 32004080000  |
| Nieva      | Santa María           | 220            | 15,45      | 14               | 753       | 32004090000  |

## Wirtschaft
| Ackerbau, Viehzucht und Fischerei                                                  | 014 | 04,88  |
| Industrie                                                                          | 024 | 08,36  |
| Bauwirtschaft                                                                      | 020 | 06,97  |
| Dienstleistungsbetriebe                                                            | 229 | 079,79 |
| Total                                                                              | 287 | 100,00 |
| * Daten aus dem Statistischen Amt für Wirtschaftliche Entwicklung in Galicien, IGE |     |        |